# COGOG
COGOG(COmbined Gas turbine Or Gas turbine)이란 다른 종류의 가스터빈을 조합한 함선 추진 방식의 명칭이다. 주로 함정에서 사용된다.

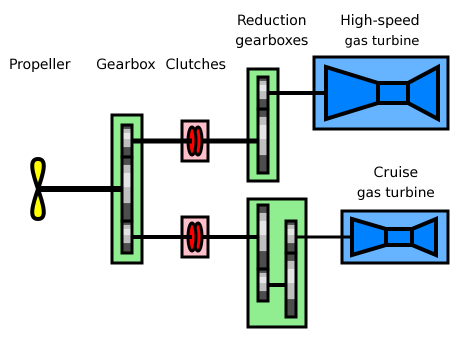
COGOG의 모식도. 오른쪽 두 개의 엔진(파랑)이 클러치(빨강)를 통해 하나의 프로펠러(노랑)을 돌리고 있다. 사용하지 않는 쪽 엔진은 클러치에 의해 프로펠러로부터 분리되기 때문에 2개의 엔진은 동시에 작동하지 않는다. 어느 한쪽의 엔진이 항상 데드 웨이트가 되는 설계이므로 중량·부피 면에서는 불리하게 된다. 작은 엔진은 출력이 작지만 그만큼 연료 소비가 적어 순항용으로 이용된다. 따라서 순항용 엔진으로 불린다. 큰 엔진은 대출력이지만 많은 연료를 소비하기 때문에 전투시 등 고속이 필요할 때에만 가동한다. 때문에 고속용 엔진으로 불린다.

평상시에는 순항용 가스터빈으로 주행(항행)하고 급가속시나 고속주행(항행)시에는 고속용 터빈으로 전환하여 주행(항행)하는 추진 방식이다. 일반적으로 가스터빈은 최대 출력 부근에서 연료 효율이 가장 좋으므로 단일 엔진으로 함선을 추진하는 경우에는 당연히 저속 혹은 순항시에는 출력이 최대일 때보다 작아지고 효율이 매우 나빠진다. 그래서 복수의 가스터빈을 탑재하고 저속 혹은 순항시에는 최대출력이 작은 가스터빈을, 고속운행 시에는 최대출력이 큰 엔진을 구동시켜 모든 영역에서 최대 출력에 접근함으로써, 연료효율을 개선하고 항속거리 성능과 가속 속도 성능의 양립을 노린 것이다.
비슷한 방식으로 COGAG이 있으며, 이는 복수의 가스터빈을 탑재하고 저속 순항시에는 1기만, 고속시에는 모든 엔진을 병용함으로써 효율 개선을 도모하는 것이다. 이에 비해 COGOG는 저속주행시에 고속용 엔진이, 고속주행시에는 순항용 엔진이 각각 짐이 된다는 결점을 갖는다. 반면 어느 한쪽의 엔진밖에 사용하지 않으므로, 기어박스 설계가 COGAG에 비해 쉬워지는 건조상의 장점이 있어 채용되고 있다. 또 가스터빈은 경량 엔진이므로, 탑재공간은 둘째치더라도 중량 낭비는 크지 않다. 보통은 출력 축 1개 당 순항용 엔진과 고속용 엔진이 1쌍씩 탑재된다.
세계 최초로 추진 기관을 가스터빈만 채용한 전투함인 21형 프리깃(영국 해군)에서는 롤스로이스 올림푸스 TM3B와 롤스로이스 팔레스타인 RM1C의 조합에 의해 COGOG기관이 채용되었다. 이 COGOG 방식은 그 후 폭넓게 탑재돼 서방 해군에서의 표준적인 수상함용 추진 기관 중 하나가 됐다.

## 채용례
- 영국 해군
  - 21형 프리깃
  - 22형 프리깃（배치 1, 2）
  - 42형 구축함
- 일본 해군
  - 하츠유키형 호위함
- 네덜란드 해군
  - 트럼프급 프리깃
  - Kortenaer급 프리깃
  - Jacob급 프리깃
- 그리스 해군
  - Elli급 프리깃

## 같이 보기
- 가스터빈